# Saint-Martin-la-Garenne
Saint-Martin-la-Garenne ist eine Gemeinde am rechten Ufer der Seine in Frankreich. Sie gehört zur Region Île-de-France, zum Département Yvelines, zum Arrondissement Mantes-la-Jolie und zum Kanton Limay. Im Westen der Gemeindegemarkung befindet sich der See „Port de l’Ilon“, der mit der Seine verbunden ist. An dessen Südufer liegt ein Bootshafen. Der Fluss bildet ein Mäander und grenzt Saint-Martin-la-Garenne im Nordwesten ab. Die Nachbargemeinden sind Méricourt und Mousseaux-sur-Seine im Nordwesten, Moisson im Norden, Vétheuil im Nordosten, Follainville-Dennemont im Südosten und Guernes im Südwesten. 

## Geschichte
Bekannt ist, dass die Siedlung im Jahr 1101 „Sanctus Matinus“ hieß.

### Bevölkerungsentwicklung
| Jahr      | 1962 | 1968 | 1975 | 1982 | 1990 | 1999 | 2009 | 2014 | 2021 |
| --------- | ---- | ---- | ---- | ---- | ---- | ---- | ---- | ---- | ---- |
| Einwohner | 370  | 360  | 488  | 627  | 654  | 740  | 908  | 986  | 929  |

## Sehenswürdigkeiten
Siehe auch: Liste der Monuments historiques in Saint-Martin-la-Garenne

Kirche Saint-Martin

- Kirche Saint-Martin
- Lavoir (Waschhaus)
- Kriegerdenkmal